# 62.ª edición de los Premios Grammy
La 62.ª edición de los Premios Grammy se llevó a cabo el 26 de enero de 2020 en el Staples Center de Los Ángeles en California, en reconocimiento a las mejores grabaciones, composiciones y artistas del periodo de elegibilidad que comprendió desde el 1 de octubre de 2018 al 30 de septiembre de 2019. Las nominaciones fueron anunciadas el 20 de noviembre de 2019 a través de la cadena CBS, con Lizzo liderando con ocho nominaciones. La ceremonia fue, por segunda vez consecutiva, presentada por Alicia Keys.
Los hermanos Billie Eilish y Finneas O'Connell fueron los más galardonados de la noche, con cinco premios cada uno, incluyendo álbum, grabación y canción del año. Eilish también se coronó como mejor artista nuevo, con lo que se convirtió en la segunda artista de la historia en ganar las cuatro categorías generales la misma noche. Otros ganadores múltiples de la noche fueron Gary Clark Jr. y Lizzo, que se llevaron tres premios cada uno, mientras que The Chemical Brothers, Lil Nas X, Lady Gaga, Billy Ray Cyrus, Tanya Tucker y Anderson Paak ganaron dos cada uno.

## Presentaciones
| Artista(s)                                                 | Canción(es)                                                  |
| ---------------------------------------------------------- | ------------------------------------------------------------ |
| Lizzo                                                      | «Cuz I Love You» y «Truth Hurts»                             |
| Alicia Keys y Boyz II Men                                  | Homenaje a Kobe Bryant                                       |
| Blake Shelton y Gwen Stefani                               | «Nobody But You»                                             |
| Jonas Brothers                                             | «Five More Minutes» y «What a Man Gotta Do»                  |
| Tyler The Creator, Charlie Wilson y Boyz II Men            | «Earthquake» y «New Magic Wand»                              |
| Usher y FKA Twigs                                          | «Little Red Corvette», «When Doves Cry» y «Kiss»             |
| Camila Cabello                                             | «First Man»                                                  |
| Tanya Tucker                                               | «Bring My Flowers Now»                                       |
| Ariana Grande                                              | «Imagine», «My Favorite Things», «7 Rings» y «Thank U, Next» |
| Billie Eilish y Finneas                                    | «When the Party's Over»                                      |
| Lil Nas X, BTS, Billy Ray Cyrus, Diplo, Mason Ramsey y Nas | «Old Town Road» y «Rodeo»                                    |
| Demi Lovato                                                | «Anyone»                                                     |
| Rosalía                                                    | «Juro Que» y «Malamente»                                     |

## Categorías generales

### Álbum del año
| Premio                                                     | Nominaciones |
| ---------------------------------------------------------- | --- |
| - When We All Fall Asleep, Where Do We Go? - Billie Eilish | - 7 - Lil Nas X - Cuz I Love You (Deluxe) - Lizzo - Father Of The Bride - Vampire Weekend - I,I - Bon Iver - I Used To Know Her - H.E.R. - Norman Fucking Rockwell - Lana Del Rey - Thank U, Next - Ariana Grande |

### Artista nueva/o
| Premio          | Nominaciones                                                                             |
| --------------- | ---------------------------------------------------------------------------------------- |
| - Billie Eilish | - Black Pumas - Lil Nas X - Lizzo - Maggie Rogers - Rosalía - Tank And The Bangas - Yola |

### Canción del año
| Premio                                                                        | Nominaciones |
| ----------------------------------------------------------------------------- | --- |
| - «Bad Guy» - Billie Eilish y Finneas O'Connell, compositores (Billie Eilish) | - «Always Remember Us This Way» - Natalie Hemby, Lady Gaga, Hillary Lindsey & Lori McKenna, compositores (Lady Gaga) - «Bring My Flowers Now» - Brandi Carlile, Phil Hanseroth, Tim Hanseroth, & Tanya Tucker, compositores (Tanya Tucker) - «Hard Place» - Ruby Amanfu, Sam Asworth, D. Arcelious Harris, H.E.R. & Rodney Jerkins, compositores (H.E.R.) - «Lover» - Taylor Swift, compositora (Taylor Swift) - «Norman F***ing Rockwell» - Jack Antonoff & Lana Del Rey, compositores (Lana Del Rey) - «Someone You Loved» - Tom Barnes, Lewis Capaldi, Pete Kelleher, Benjamin Kohn & Sam Roman, compositores (Lewis Capaldi) - «Truth Hurts» - Steven Cheung, Eric Frederic, Melissa Jefferson & Jesse Saint John, compositores (Lizzo) |

### Grabación del año
| Premio                    | Nominaciones |
| ------------------------- | --- |
| - «Bad Guy» Billie Eilish | - «7 Rings» - Ariana Grande - «Hard Place» - H.E.R. - «Hey Ma» - Bon Iver - «Old Town Road» - Lil Nas X ft. Billy Ray Cyrus - «Sunflower» - Post Malone & Swae Lee - «Talk» - Khalid - «Truth Hurts» - Lizzo |

## Categorías específicas

### Alternativa
| Mejor álbum alternativo \| - Father of the Bride - Vampire Weekend[5] \| - Anima - Thom Yorke - Assume Form - James Blake \| - I,I - Bon Iver - U.F.O.F. - Big Thief \| |                                                  |                                         |
| - Father of the Bride - Vampire Weekend | - Anima - Thom Yorke - Assume Form - James Blake | - I,I - Bon Iver - U.F.O.F. - Big Thief |

### Anotaciónyembalaje
*Premios a las direcciones de los diseños
| Mejor diseño de embalaje* - Chris Cornell - Dirección del diseño: Barry Ament, Jeff Ament y Joe Spix - Interpretación: Chris Cornell - Anónimas y resilientes - Dirección del diseño: Luisa María Arango, Carlos Dussan, Manuel García-Orozco y Juliana Jaramillo-Buenaventura - Interpretación: Voces Del Bullerengue - Hold That Tiger - Dirección del diseño: Andrew Wong y Fongming Yang - Interpretación: The Muddy Basin Ramblers - I,I - Dirección del diseño: Aaron Anderson y Eric Timothy Carlson - Interpretación: Bon Iver - Intellexual - Dirección del diseño: Irwan Awalludin - Interpretación: Intellexual | Mejor embalaje en caja o edición especial limitada* - Woodstock: Back to the Garden - The Definitive 50th Anniversary Archive - Dirección del diseño: Masaki Koike - Interpretación: Varios artistas - Anima - Dirección del diseño: Stanley Donwood y Tchocky - Interpretación: Thom Yorke - Gold in a Brass Age - Dirección del diseño: Amanda Chiu, Mark Farrow y David Gray - Interpretación: David Gray - 1963: New Directions - Dirección del diseño: Josh Cheuse - Interpretación: John Coltrane - The Radio Recordings 1939 - 1945 - Dirección del diseño: Marek Polewski - Interpretación: Wilhelm Furtwängler y Berliner Philharmoniker | |
| Mejores notas de álbum Premio a la redacción de las notas del álbum \| - Stax '68: A Memphis Story - Redacción: Steve Greenberg - Interpretación: Varios artistas[8] \| - The Complete Cuban Jam Sessions - Redacción: Judy Cantor-Navas - Interpretación: Varios artistas - The Gospel According to Malaco - Redacción: Robert Marovich - Interpretación: Varios artistas \| - Pedal Steal + Four Corners - Redacción: Brendan Greaves - Interpretación: Terry Allen and the Panhandle Mistery Band - Pete Seeger: The Smithsonian Folkways Collection - Redacción: Jeff Place - Interpretación: Pete Seeger \|           | | |
| - Stax '68: A Memphis Story - Redacción: Steve Greenberg - Interpretación: Varios artistas | - The Complete Cuban Jam Sessions - Redacción: Judy Cantor-Navas - Interpretación: Varios artistas - The Gospel According to Malaco - Redacción: Robert Marovich - Interpretación: Varios artistas | - Pedal Steal + Four Corners - Redacción: Brendan Greaves - Interpretación: Terry Allen and the Panhandle Mistery Band - Pete Seeger: The Smithsonian Folkways Collection - Redacción: Jeff Place - Interpretación: Pete Seeger |

### Arregloycomposición
*Premios a las composiciones de los arreglos
| Mejor arreglo instrumental con acompañamiento vocal* - «All Night Long» - Arreglo: Jacob Collier - Interpretación: Jules Buckley, Jacob Collier, Metropole Orkest y Take 6 - «Jolene» - Arreglo: Geoff Keezer - Interpretación: Sara Gazarek - «Marry Me A Little» - Arreglo: Cyrille Aimée y Diego Figueiredo - Interpretación: Cyrille Aimée - «Over the Rainbow» - Arreglo: Vince Mendoza - Interpretación: Trisha Yearwood - «12 Little Spells (Thoracic Spine)» - Arreglo e Interpretación: Esperanza Spalding                              | Mejor arreglo instrumental o a capela* - «Moon River» - Arreglo e interpretación: Jacob Collier - «Blue Skies» - Arreglo e interpretación: Kris Browers - «Hedwig's Theme» - Arreglo: John Williams - Interpretación: Anne-Sophie Mutter y John Williams - «La novena» - Arreglo: Emilio Solla - Interpretación: Emilio Solla Tango Jazz Orchestra - «Love, A Beautiful Force» - Arreglo: Vince Mendoza - Interpretación: Vince Mendoza, Terell Stafford, Dick Oatts y Temple University Studio Orchestra |
| Mejor composición instrumental - «Star Wars: Galaxy's Edge Symphonic Suite» - Composición: John Williams \| - «Begin Again» - Composición: Fred Hersch - Dirección: Vince Mendoza - Interpretación: Fred Hersch y The WDR Big Band - «Crucible for Crisis» - Composición: Brian Lynch - Interpretación: Brian Lynch Big Band \| - «Love, A Beautiful Force» - Composición: Vince Mendoza - Interpretación: Vince Mendoza, Terell Stafford, Dick Oatts y Temple University Studio Orchestra - «Walkin' Funny» - Composición: Christian McBride \| | |
| - «Begin Again» - Composición: Fred Hersch - Dirección: Vince Mendoza - Interpretación: Fred Hersch y The WDR Big Band - «Crucible for Crisis» - Composición: Brian Lynch - Interpretación: Brian Lynch Big Band | - «Love, A Beautiful Force» - Composición: Vince Mendoza - Interpretación: Vince Mendoza, Terell Stafford, Dick Oatts y Temple University Studio Orchestra - «Walkin' Funny» - Composición: Christian McBride |

### Clásica
| Mejor compendio clásicoPremio a la ingeniería, interpretación y producción del álbum - The Poetry of Places - Interpretación: Nadia Shpachenko - Producción: Marina A. Ledin y Victor Ledin - Americans Originals 1918 - Dirección: John Morris Russell - Producción: Elaine Martone - Sinfonía n.º 4 'Heichalos', concierto de guitarra y Starburst - Composición: Leshnoff - Dirección: Giancarlo Guerrero - Producción: Tim Handley - Songs and Structures - Composición: Harold Meltzer - Interpretación: Paul Appleby y Natalia Katyukova - Producción: Silas Brown y Harold Meltzer - Saariaho: True Fire, Trans y Ciel D'hiver - Composición: Saariaho - Dirección: Hannu Lintu - Producción: Laura Heikinheimo | Mejor composición clásica contemporánea - «Harp Concerto» - Composición: Jennifer Higdon - «Migration Series for Jazz Ensemble & Orchestra» - Composición: Derek Bermel - «Violin Concerto in D Major» - Composición: Winston Marsalis - «Sustain» - Composición: Andrew Norman - «Orange» - Composición: Caroline Shaw - «Fire in My Mouth» - Composición: Julia Wolfe |
| Mejor grabación de óperaPremio a la dirección, producción y solistas del álbum - Fantastic Mr. Fox - Composición: Tobias Picker - Dirección y producción: Gil Rose - Interpretación: - Grupales: Boston Children's Chorus y Boston Modern Orchestra Project - Solistas: John Brancy, Andrew Craig Brown, Gabriel Preisser, Krista River y Edwin Vega - Lessons in Love and Violence - Composición y dirección: George Benjamin - Interpretación: - Grupales: Orchestra of the Royal Opera House - Solistas: Stéphane Degout, Barbara Hannigan, Peter Hoare y Gyula Orendt - Producción: James Whitbourn - Wozzeck - Composición: Alban Berg - Dirección: Marc Albrecht - Interpretación: - Grupales: Orquesta Filarmónica de los Países Bajos y Chorus Of Dutch National Opera - Solistas: Christopher Maltman y Eva-Maria Westbroek - Producción: François Roussillon - Les arts florissants y Les plaisirs de Versailles - Composición: Marc-Antoine Charpentier - Dirección: Paul O'Dette y Stephen Stubbs - Interpretación: - Grupales: Boston Early Music Festival Chamber Ensemble y Boston Early Music Festival Vocal Ensemble - Solistas: Jesse Blumberg, Teresa Wakim y Virginia Warnken - Producción: Renate Wolter-Seevers - Lohengrin - Composición: Richard Wagner - Dirección: Christian Thielemann - Interpretación: - Grupales: Festspielorchester Bayreuth y Festspielchor Bayreuth - Solistas: Piotr Beczała, Anja Harteros, Tomasz Konieczny, Waltraud Meier y Georg Zeppenfeld - Producción: Eckhard Glauche | Mejor interpretación coralPremio a la dirección y organización coral - Complete Choral Works - Composición: Maurice Duruflé - Dirección: Robert Simpson - Interpretación: Ken Cowan y Houston Chamber Choir - Voyages - Composición: Benjamin C. S. Boyle - Dirección: Donald Nally - Interpretación: The Crossing - The Hope of Loving - Composición: Jake Runestad - Dirección: Craig Hella Johnson - Interpretación: Conspirare - «The Divine Liturgy of St. John Chrysostom» - Composición: Kurt Sander - Dirección: Peter Jermihov - Interpretación: Evan Bravos, Vadim Gan, Kevin Keys, Glenn Miller, PaTRAM Institute Singers y Daniel Shirley - The Arc in the Sky - Composición: Kile Smith - Dirección: Donald Nally - Interpretación: The Crossing                  |
| Interpretación de conjunto musical pequeño o música de cámaraPremio a la interpretación musical - Orange - Composición: Caroline Shaw - Interpretación: Atacca Quartet - The Pieces That Fall to Earth - Composición: Christopher Cerrone - Interpretación: Christopher Rountree y Wild Up - Freedom & Faith - Composición: Varios artistas - Interpretación: PUBLIQuartet - Perpetulum - Composición: Philip Glass - Interpretación: Third Coast Percussion - Rachmaninoff - Composición: Serguéi Rajmáninov - Interpretación: Hermitage Piano Trio | Interpretación orquestalPremio a la dirección y a la orquesta - Sustain - Composición: Andrew Norman - Dirección: Gustavo Dudamel - Interpretación: Los Angeles Philharmonic - Sinfonía n.º 9 - Composición: Anton Bruckner - Dirección: Manfred Honeck - Interpretación: Pittsburgh Symphony Orchestra - Billy the Kid y Grogh - Composición: Aaron Copland - Dirección: Leonard Slatkin - Interpretación: Detroit Symphony Orchestra - Transatlantic - Composición: George Antheil - Dirección: Louis Langrée - Interpretación: Cincinnati Symphony Orchestra - Sinfonías N.º 2 y 21 - Composición: Mieczysław Weinberg - Dirección: Mirga Gražinytė-Tyla - Interpretación: City of Birmingham Symphony Orchestra y Kremerata Baltica                                        |
| Interpretación vocal clásicaPremio al acompañamiento, colaboración musical, ingeniería, interpretación vocal, mezcla y producción de grabación - Songplay - Composición: Joyce DiDonato - Dirección: Joyce DiDonato - Interpretación: - Acompañamiento: Chuck Israels, Jimmy Madison, Charlie Porter y Craig Terry - Solo: Steve Barnett y Lautaro Greco - The Edge of Silence - Composición: Susan Narucki - Dirección: Susan Narucki - Interpretación: - Acompañamiento: - Solo: Donald Berman, Curtis Macomber, Kathryn Schulmeister y Nicholas Tolle - Himmelsmusik - Composición: Philippe Jaroussky y Céline Scheen - Dirección: Christina Pluhar - Interpretación: - Acompañamiento: L'Arpeggiata - Solo: Jesús Rodil y Dingle Yandell - Liederkreis Op. 24, Kerner-Lieder Op. 35 - Composición: Robert Schuman - Dirección: [[]] - Interpretación: - Acompañamiento: Leif Ove Andsnes - Solo: Matthias Goerne - A te, o cara - Composición: Constantine Orbelian - Dirección: Constantine Orbelian - Interpretación: - Acompañamiento: Kaunas City Symphony Orchestra - Solo: Stephen Costello | Solo instrumental clásicoPremio a la dirección e interpretacion solista instrumental - «Fiddle Dance Suite» - Composición: Wynton Marsalis - Dirección: Cristian Măcelaru - Interpretación: - Acompañamiento: Philadelfia Orchestra - Solo: Nicola Benedetti - The Berlin Recital - Composición: - Dirección: - Interpretación: - Acompañamiento: - Solo: Yuja Wang - «Higdon» - Composición: - Dirección: Ward Stare - Interpretación: - Acompañamiento: The Rochester Philarmic Orchestra - Solo: Yolanda Kondonassis - The Orchestral Organ - Composición: - Dirección: - Interpretación: - Acompañamiento: - Solo: Jan Kraybill - «Sky» - Composición: Michael Torke - Dirección: David Alan Miller - Interpretación: - Acompañamiento: Albany Symphony - Solo: Tessa Lark |

### Cómica
| Álbum cómico \| - Sticks & Stones - Dave Chappelle[20] \| - Quality Time - Jim Gaffigan - Relatable - Ellen DeGeneres \| - Right Now - Aziz Ansari - Son of Patricia - Trevor Noah \| |                                                             |                                                           |
| - Sticks & Stones - Dave Chappelle | - Quality Time - Jim Gaffigan - Relatable - Ellen DeGeneres | - Right Now - Aziz Ansari - Son of Patricia - Trevor Noah |

### Country
| Álbum country - While I'm Livin' - Tanya Tucker - Desesperate Man - Eric Church - Stronger Than the Truth - Reba McEntire - Interstate Gospel - Pistol Annies - Center Point Road - Thomas Rhett                                                        | Canción country Premio a compositores - «Bring Me Flowers Now» - Tanya Tucker - «Girl Goin' Nowhere» - Ashley McBryde - «It All Comes Out in the Wash» - Miranda Lambert - «Some of It» - Eric Church - «Speechless» - Dan + Shay |
| Interpretación de dúo o grupo country - «Speechless» - Dan + Shay - «Brand New Man» - Brooks & Dunn y Luke Combs - «I Don't Remember Me (Before You)» - Brothers Osborne - «The Daughters» - Little Big Town - «Common» - Maren Morris y Brandi Carlile | Interpretación de solista country - «Ride Me Back Home» - Willie Nelson - «All Your'n» - Tyler Childers - «Girl Goin' Nowhere» - Ashley McBryde - «God's Country» - Blake Shelton - «Bring Me Flowers Now» - Tanya Tucker         |

### Cristianaygóspel
| Álbum cristiano - Burn the Ships - For King & Country - I Know a Ghost - Crowder - Haven't Seen It Yet - Danny Gokey - The Elements - TobyMac - Holly Roar - Chris Tomlin | Álbum de raíces góspel - Testimony - Gloria Gaynor - Deeper Roots: Where the Bluegrass Grows - Steven Curtis Chapman - Deeper Oceans - Josheph Habedank - His Name Is Jesus - Tim Menzies - Gonna Sing, Gonna Shout - Varios artistas (Jerry Salley, productor) |
| Álbum góspel - Long Live Love - Kirk Franklin - Goshen Donald Lawrence Presents The Tri - City Singers - Tunnel Vision - Gene Moore - Settle Here - William Murphy - Something's Happening! A Christmas Album' - CeCe Winans                                                             | Canción o interpretación cristiana - «God Only Knows» - For King & Country y Dolly Parton - «Only Jesus» - Casting Crowns - «Haven't Seen It Yet» - Danny Gokey - «God's Not Done With You (Single Version)» - Tauren Wells - «Rescue Story» - Zach Williams    |
| Canción o interpretación góspel - Love Theory - Kirk Franklin \| - «Talkin' 'Bout Jesus» - Yolanda Adams y Gloria Gaynor - «See the Light» - Travis Greene ft. Jekalyn Carr \| - «Speak the Name» - Koryn Hawthorne ft. Natalie Grant - «This Is A Move (Live)» - Tasha Cobbs Leonard \| | |
| - «Talkin' 'Bout Jesus» - Yolanda Adams y Gloria Gaynor - «See the Light» - Travis Greene ft. Jekalyn Carr | - «Speak the Name» - Koryn Hawthorne ft. Natalie Grant - «This Is A Move (Live)» - Tasha Cobbs Leonard |

### Danceyelectrónica
| Álbum dance o electrónico - No Geography - The Chemical Brothers - Hi This Is Flume (Mixtape) - Flume - LP5 - Apparat - Solace - Rüfus Du Sol - Weather - Tycho | Grabación dance - «Got to Keep On» - The Chemical Brothers - «Linked» - Bonobo - «Midnight Hour» - Boys Noize, Skrillex y Ty Dolla Sign - «Piece of Your Heart» - Goodboys y Meduza - «Underwater» - Rüfüs Du Sol |

### Hablado
| Álbum hablado - Becoming - Michelle Obama \| - Beastie Boys Book - Varios artistas (Michael Diamond, Adam Horovitz, Scott Sherratt y Dan Zitt, productores) - I.V. Catatonia: 20 Years As A Two-Time Cancer Survivor - Erik Alexandrakis \| - Mr. Know-It-All - John Waters - Sekou Andrews & The String Theory - Sekou Andrews & The String Theory \| | |
| - Beastie Boys Book - Varios artistas (Michael Diamond, Adam Horovitz, Scott Sherratt y Dan Zitt, productores) - I.V. Catatonia: 20 Years As A Two-Time Cancer Survivor - Erik Alexandrakis | - Mr. Know-It-All - John Waters - Sekou Andrews & The String Theory - Sekou Andrews & The String Theory |

### Infantil
| Álbum infantil - Ageless Songs for the Child Archetype - Jon Samson - Flying High! - Caspar Babypants - I Love Rainy Days - Daniel Tashian - The Love - Alphabet Rockers - Winterland - The Okee Dokee Brothers |

### Instrumental contemporánea
| Álbum instrumental contemporáneo - Mettavolution - Rodrigo y Gabriela - Ancestral Recall - Christian Scott aTunde Adjuah - Start People Nation - Theo Crocker - Beat Music! Beat Music! Beat Music! - Mark Guiliana - Elevate - Letucce |

### Jazz
| Álbum jazzístico de conjunto grande - The Omni-American Book Club - Brian Lynch Big Band - Triple Helix - Anat Cohen Tentet - Dancer in Nowhere - Miho Hazama - Hiding Out - The Gotham Jazz Orchestra y Mike Holober - One Day Wonder - Terraza Big Band | Álbum jazzístico instrumental - Finding Gabriel - Brad Mehldau - In the Key of the Universe - Joey DeFrancesco - The Secret Between the Shadow and the Soul - Branford Marsalis Quartet - Christian McBride's New Jawn - Christian McBride - Come What May - Joshua Redman Quartet |
| Álbum jazzístico latino - Antidote - Chick Corea y The Spanish Heart Band - Sorte!: Music by John Finbury - Thalma de Freitas, Vitor Gonçalves, John Patitucci, Chico Pinheiro, Rogerio Boccato y Duduka Da Fonseca - Una noche con Rubén Blades - Jazz At Lincoln Center Orchestra, Wynton Marsalis y Rubén Blades - Carib - David Sánchez - Sonero: The Music of Ismael Rivera - Miguel Zenón | Álbum jazzístico vocal - 12 Little Spells - Esperanza Spalding - Thirsty Ghost - Sara Gazarek - Love & Liberation - Jazzmeia Horn - Alone Together - Catherine Russell - Screenplay' - The Tierney Sutton Band                                                                     |
| Solo jazzístico improvisado - «Sozinho» - Randy Brecker \| - «Elsewhere» - Melissa Aldana[36] - «Tomorrow Is the Question» - Julian Lage \| - «The Windup» - Branford Marsalis - «Sightseeing» - Christian McBride \| | |
| - «Elsewhere» - Melissa Aldana - «Tomorrow Is the Question» - Julian Lage | - «The Windup» - Branford Marsalis - «Sightseeing» - Christian McBride |

### Latina
| Álbum alternativo, rock o urbano latino - El mal querer - Rosalía - X 100pre - Bad Bunny - Oasis - J Balvin y Bad Bunny - Indestructible - Flor de Toloache - Almadura - iLe | Álbum latino tropical - OPUS - Marc Anthony - A Journey Through Cuban Music - Aymée Nuviola - Tiempo al tiempo - Luis Enrique y C4 Trío - Candela - Vicente García - Literal - Juan Luis Guerra                       |
| Álbum de pop latino - #ELDISCO - Alejandro Sanz - Vida - Luis Fonsi - 11:11 - Maluma - Montaner - Ricardo Montaner - Fantasía - Sebastián Yatra                              | Álbum regional mexicano o texano - De ayer para siempre - Mariachi Los Camperos - Caminando - Joss Favela - Percepción - Intocable - Poco a poco - La Energía Norteña - 20 Aniversario - Mariachi Divas de Cindy Shea |

### Medio visual
| Banda sonora compilada para medio visual - A Star Is Born - Bradley Cooper y Lady Gaga - The Lion King: The Songs - Varios Artistas - Quentin's Tarantino Once Upon a Time in Hollywood - Varios Artistas - Rocketman - Taron Egerton - Spider-Man: Into the Spider-Verse - Varios Artistas | Banda sonora compuesta para medio visual - Chernobyl - Hildur Guðnadóttir - Avengers: Endgame - Alan Silvestri - Game of Thrones: Season 8 - Ramin Djawadi - The Lion King - Hans Zimmer - Mary Poppins Returns - Marc Shaiman                                                                 |
| Canción escrita para medios visuales \| - «I'll Never Love Again» (de A Star Is Born) - Composción: Lady Gaga, Natalie Hemby, Hillary Lindsey y Aaron Raitiere - Interpretación: Lady Gaga y Bradley Cooper[52] - «The Ballad of the Lonesome Cowboy» (de Toy Story 4) - Composición: Randy Newman - Interpretación: Chris Stapleton \| - «Girl in the Movies» (de Dumplin') - Composición: Dolly Parton y Linda Perry - Interpretación: Dolly Parton - «Spirit» (de El rey león) - Composición: Beyoncé, Labrinth y Ilya Salmanzadeh - Interpretación: Beyoncé - «Suspirium» (de Suspiria) - Composición e interpretación: Thom Yorke \| | |
| - «I'll Never Love Again» (de A Star Is Born) - Composción: Lady Gaga, Natalie Hemby, Hillary Lindsey y Aaron Raitiere - Interpretación: Lady Gaga y Bradley Cooper - «The Ballad of the Lonesome Cowboy» (de Toy Story 4) - Composición: Randy Newman - Interpretación: Chris Stapleton | - «Girl in the Movies» (de Dumplin') - Composición: Dolly Parton y Linda Perry - Interpretación: Dolly Parton - «Spirit» (de El rey león) - Composición: Beyoncé, Labrinth y Ilya Salmanzadeh - Interpretación: Beyoncé - «Suspirium» (de Suspiria) - Composición e interpretación: Thom Yorke |

### New Age
| Álbum de new age - Wings - Peter Kater - Fairy Dreams - David Arkenstone - Homage to Kindness - David Darling - Verve - Sebastian Plano - Deva' - Deva Premal |

### Pop
| Mejor álbum vocal de pop - When We All Fall Asleep, Where Do We Go? - Billie Eilish - The Lion King: The Gift - Beyoncé - Thank U, Next - Ariana Grande - No. 6 Collaborations Project - Ed Sheeran - Lover - Taylor Swift                           | Mejor álbum vocal de pop tradicional - Look Now - Elvis Costello y The Imposters - Sì - Andrea Bocelli - Love (Deluxe Edition) - Michael Bublé - A Legendary Christmas - John Legend - Walls - Barbra Streisand |
| Mejor interpretación de dúo o grupo pop - «Old Town Road» - Lil Nas X y Billy Ray Cyrus - «Boyfriend» - Ariana Grande y Social House - «Señorita» - Camila Cabello y Shawn Mendes - «Sucker» - Jonas Brothers - «Sunflower» - Swae Lee y Post Malone | Mejor interpretación pop solista - «Truth Hurts» - Lizzo - «7 Rings» - Ariana Grande - «bad Guy» - Billie Eilish - «Spirit» - Beyoncé - «You Need To Calm Down» - Taylor Swift                                  |

### Produccióny restauración
*Premios a ingenierías de sonido
| Álbum restaurado Premio a la ingeniería de masterización y producción de compilación - Pete Seeger: The Smithsonian Folkways Collection - Producción de compilación: Jeff Place y Robert Santelli - Ingeniería de masterización e interpretación: Pete Seeger \| - The Girl from Chickasaw County - The Complete Capitol Masters - Producción de compilación: Andrew Batt y Kris Maher - Ingeniería de masterización: Simon Gibson - Interpretación: Bobbie Gentry - The Great Comeback: Horowitz at Carnegie Hall - Producción de compilación: Robert Russ - Ingeniería de masterización: Andreas K. Meyer y Jennifer Nulsen - Interpretación: Vladimir Horowitz \| - Kankyo Ongaku: Japanese Ambient, Enviromental & New Age Music 1980-1990 - Producción de compilación: Spencer Doran, Yosuke Kitazawa, Douglas Mcgowan y Matt Sullivan - Ingeniería de masterización: John Baldwin - Interpretación: Varios artistas - Woodstock: Back to the Garden - The Definitive 50th Anniversary Archive - Producción de compilación: SBrian Kehew, Steve Woolard y Andy Zax - Ingeniería de masterización: Dave Schultz - Interpretación: Varios artistas \| | |
| Producción de álbum clásico* - Riley: Sun Rings - Ingeniería musical: Leslie Ann Jones - Ingeniería de masterización: Robert C. Ludwig - Interpretación: Kronos Quartet - Aequa - Anna Thorvaldsdóttir - Ingeniería de masterización y musical: Daniel Shores - Interpretación: International Contemporary Ensemble - Bruckner: Symphony No. 9 - Ingeniería de masterización y musical: Mark Donahue - Interpretación: Manfred Honeck y Pittsburgh Symphony Orchestra - Rachmaninoff - Hermitage Piano Trio - Ingeniería musical: Keith O. Johnson y Sean Royce Martin - Ingeniería de masterización: Keith O. Johnson - Interpretación: Hermitage Piano Trio - Wolfe: Fire in My Mouth - Ingeniería musical: Bob Hanlon y Lawrence Rock - Ingeniería de masterización: Ian Good y Lawrence Rock - Interpretación: Jaap Van Zweden, Francisco J. Núñez, Donald Nally, New York Philharmonic, The Crossing y Young People's Chorus Of NY City | Producción de álbum, no clásica* - When We All Fall Asleep, Where Do We Go? - Ingeniería musical: Rob Kinelski y Finneas O'Connell - Ingeniería de masterización: John Greenham - Interpretación: Billie Eilish - All These Things - Ingeniería musical: Tchad Blake, Adam Greenspan y Roderick Shearer - Ingeniería de masterización: Bernie Grundman - Interpretación: Thomas Dybdahl - Ella Mai - Ingeniería musical: Chris "Shaggy" Ascher, Jaycen Joshua y David Pizzimenti - Ingeniería de masterización: Chris Athens - Interpretación: Ella Mai - Run Home Slow - Ingeniería musical: Paul Butler y Sam Teskey - Ingeniería de masterización: Joe Carra - Interpretación: The Teskey Brothers - Scenery - Ingeniería musical: Tom Elmhirst, Ben Kane y Jeremy Most - Ingeniería de masterización: Bob Ludwig - Interpretación: Emily King |
| Productor del año en música clásica - Blanton Alspaugh - Artifacts - Composición: Michael McGlynn - Interpretación: Charles Bruffy y Kansas City Chorale - Sinfonía fantástica y Fantaisie sur La Tempête de Shakespeare - Composición: Hector Berlioz - Interpretación: Andrew Davis y Toronto Symphony Orchestra - Billy el Niño y Grohg - Composición: Aaron Copland - Interpretación: Leonard Slatkin y Detroit Symphony Orchestra - Complete Choral Works - Composición: Maurice Duruflé - Interpretación: Robert Simpson y Houston Chamber Choir - Sinfonía n.º 5 - Composición: Philip Glass - Interpretación: Julian Wachner, The Choir Of Trinity Wall Street, Trinity Youth Chorus, Downtown Voices y Novus NY - The Divine Liturgy of St. John Chrysostom - Composición: Sander - Interpretación: Peter Jermihov y PaTRAM Institute Singers - Canticle - Composición: Smith, K. - Interpretación: Craig Hella Johnson y Cincinnati Vocal Arts Ensemble - Visions Take Flight - Composición: - Interpretación: Mei-Ann Chen y ROCO - James Ginsburg - Project W – Works by Diverse Women Composers (de Mei-Ann Chen y Chicago Sinfonietta) - Silenced Voices (de Black Oak Ensemble) - 20th Century Harpsichord Concertos (de Jory Vinikour, Scott Speck y Chicago Philharmonic) - Twentieth Century Oboe Sonatas (de Alex Klein y Phillip Bush) - Winged Creatures & Other Works for Flute, Clarinet, and Orchestra (de Anthony McGill, Demarre McGill, Allen Tinkham y Chicago Youth Symphony Orchestra) - Marina A. Ledin y Victor Ledin - Bates: Children of Adam; Vaughan Williams: Dona nobis pacem (de Steven Smith, Erin R. Freeman, Richmond Symphony Chorus) - The Orchestral Organ (de Jan Kraybill) - The Poetry of Places (de Nadia Shpachenko) - Rachmaninoff – Hermitage Piano Trio (de Hermitage Piano Trio) - Morten Lindberg - Himmelborgen (de Elisabeth Holte, Kåre Nordstoga y Uranienborg Vokalensemble) - Kleiberg: Do You Believe in Heather? (de Various artists) - Ljos (de Fauna Vokalkvintett) - LUX (de Anita Brevik, Trondheimsolistene y Nidarosdomens Jentekor) - Trachea (de Tone Bianca Sparre Dahl y Schola Cantorum) - Veneliti (de Håkon Daniel Nystedt y Oslo Kammerkor) - Dirk Sobotka - Bruckner: Symphony No. 9 (de Manfred Honeck y Pittsburgh Symphony Orchestra) | Productor del año, no clásico - Finneas O'Connell - When We All Fall Asleep, Where Do We Go? - Composición: Billie Eilish y Finneas O'Connell - Interpretación: Billie Eilish - Jack Antonoff - Arizona Baby (de Kevin Abstract) - Lover (de Taylor Swift) - Norman F***ing Rockwell! (de Lana Del Rey) - Red Hearse (de Red Hearse) - Dan Auerbach - The Angels in Heaven Done Signed My Name (de Leo Bud Welch) - Let's Rock (de The Black Keys) - Mockingbird (de The Gibson Brothers) - Myth of a Man (de Night Beats) - Southern Gentleman (de Dee White) - Walk Through Fire (de Yola) - John Hill - Heat of the Summer (de Young The Giant) - Hundred (de Khalid) - No Drug like Me (de Carly Rae Jepsen) - Outta My Head (de Khalid y John Mayer) - Social Cues (de Cage The Elephant) - Superposition (de Young The Giant) - Too Much (de Carly Rae Jepsen) - Vertigo (de Khalid) - Zero (de Imagine Dragons) - Ricky Reed - Almost Free (de Fidlar) - Burning (de Maggie Rogers) - Confidence (de X Ambassadors y K.Flay) - Juice (de Lizzo) - Kingdom of One (de Maren Morris) - Power Is Power (de SZA, The Weekend y Travis Scott) - Tempo (de Lizzo y Missy Elliott) - Truth Hurts (de Lizzo) - The Wrong Man (de Ross Golan) |
| - The Girl from Chickasaw County - The Complete Capitol Masters - Producción de compilación: Andrew Batt y Kris Maher - Ingeniería de masterización: Simon Gibson - Interpretación: Bobbie Gentry - The Great Comeback: Horowitz at Carnegie Hall - Producción de compilación: Robert Russ - Ingeniería de masterización: Andreas K. Meyer y Jennifer Nulsen - Interpretación: Vladimir Horowitz | - Kankyo Ongaku: Japanese Ambient, Enviromental & New Age Music 1980-1990 - Producción de compilación: Spencer Doran, Yosuke Kitazawa, Douglas Mcgowan y Matt Sullivan - Ingeniería de masterización: John Baldwin - Interpretación: Varios artistas - Woodstock: Back to the Garden - The Definitive 50th Anniversary Archive - Producción de compilación: SBrian Kehew, Steve Woolard y Andy Zax - Ingeniería de masterización: Dave Schultz - Interpretación: Varios artistas |

### R&B
| Álbum R&B - Ventura - Anderson Paak - 1123 - BJ The Chicago Kid - Painted - Lucky Daye - Ella Mai - Ella Mai - Paul - PJ Morton                                                                           | Álbum urbano contemporáneo - Cuz I Love You (Deluxe) - Lizzo - Apolo XXI - Steve Lacy - Overload - Georgia Anne Muldrow - Saturn - NAO - Being Human in Public - Jessie Reyez                                              |
| Canción R&B - «Say So» - PJ Morton y JoJo - «Could've Been» - H.E.R. y Bryson Tiller - «Look at Me Now» - Emily King - «No Guidance» - Chris Brown y Drake - «Roll Some Mo» - Lucky Daye                  | Interpretación R&B - «Come Home» - Anderson Paak y André 3000 - «Love Again» - Daniel Caesar y Brandy - «Could've Been» - H.E.R. y Bryson Tiller - «Exactly How I Feel» - Lizzo y Gucci Mane - «Roll Some Mo» - Lucky Daye |
| Interpretación R&B tradicional - «Jerome» - Lizzo \| - «Time Today» - BJ The Chicago Kid - «Steady Love» - India.Arie \| - «Real Games» - Lucky Daye - «Built for Love» - PJ Morton y Jazmine Sullivan \| | |
| - «Time Today» - BJ The Chicago Kid - «Steady Love» - India.Arie | - «Real Games» - Lucky Daye - «Built for Love» - PJ Morton y Jazmine Sullivan |

### Rap
| Álbum rapero - Igor - Tyler, the Creator - Championship - Meek Mill - I Am > I Was - 21 Savage - Revenge of the Dreamers III - Dreamville - The Lost Boy - YBN Cordae                                                               | Canción rapera - A Lot - 21 Savage y J. Cole - «Bad Idea» - YBN Cordae y Chance The Rapper - «Gold Roses» - Rick Ross y Drake - «Racks in the Middle» - Nipsey Hussle, Roddy Ricch y Hit-Boy - «Suge» - DaBaby                       |
| Interpretación rapera - Racks in the Middle - Nipsey Hussle, Roddy Ricch y Hit-Boy - «Clout» - Cardi B y Offset - «Down Bad» - Bas, J. Cole, Dreamville, EARTHGANG, J.I.D y Young Nudy - «Middle Child» - J. Cole - «Suge» - DaBaby | Interpretación rapera cantada - «Higher» - Nipsey Hussle, DJ Khaled y John Legend - «Ballin» - Mustard y Roddy Ricch - «Drip Too Hard» - Gunna y Lil Baby - «Panini» - Lil Nas X - «The London» - J. Cole, Travis Scott y Young Thug |

### Reggae
| Álbum reggae - Rapture - Koffee - As I Am - Julian Marley - The Final Battle: Sly & Robbie Vs. Roots Radic - Roots Radics y Sly & Robbie - Mass Manipulation - Steel Pulse - More Work to Be Done - Third World |

### Remezcla
| Grabación remezclada Premio a la remezcla - «I Rise» (Tracy Young's Pride Intro Radio Remix) - Remezcla: Tracy Young - Interpretación: Madonna - «Mother's Daughter» (Wuki Remix) - Remezcla: Wuki - Interpretación: Miley Cyrus - «The One» (High Contrast Remix) - Remezcla: Lincoln Barrett - Interpretación: Jorja Smith - «Swim» (Ford Remix) - Remezcla: Luc Bradford - Interpretación: Mild Minds - «Work It» (Soulwax Remix) - Remezcla: David Gerard C Dewaele y Stephen Antoine C Dewaele - Interpretación: Marie Davidson |

### Rock
| Álbum roquero - Social Cues - Cage the Elephant - Amo - Bring Me the Horizon - Feral Roots - Rival Sons - In the End - The Cranberries - Trauma - I Prevail                                    | Canción roquera - «This Land» - Gary Clark Jr. - «Fear Inoculum» - Tool - «Give Yourself a Try» - The 1975 - «Harmony Hall» - Vampire Weekend - «History Repeats» - Brittany Howard |
| Interpretación de metal - «7empest» - Tool - «Astorolus - The Great Octopus» - Candlemass y Tony Iommi - «Bow Down» - I Prevail - «Humanicide» - Death Angel - «Unleashed» - Killswitch Engage | Interpretación roquera - «This Land» - Gary Clark Jr. - «History Repeats» - Brittany Howard - «Pretty Waste» - Bones UK - «Too Bad» - Rival Sons - «Woman» - Karen O & Danger Mouse |

### Sonido envolvente
| Álbum con sonido envolvente Premio a la ingeniería de masterización, así como a la ingeniería y a la producción de sonido envolvente - Lux - Ingeniería en masterización sonido envolvente: Morten Lindberg - Interpretación: Anita Brevik, Nidarosdomens Jentekor y Trondheimsolistene - Chan Tripping - Ingeniería en sonido envolvente: Luke Argilla - Ingeniería en masterización de sonido envolvente: Jurgen Scharpf - Producción en sonido envolvente: Jona Bechtolt, Rob Kieswetter y Claire L. Evans - Interpretación: Yacht - Kvendork: Symphonic Dances - Ingeniería en sonido envolvente: Jim Anderson - Ingeniería en masterización de sonido envolvente: Robert C. Ludwig - Producción en sonido envolvente: Ulrike Schwarz - Interpretación: Ken-David Masur y Stavanger Symphony Orchestra - The Orchestral Organ - Ingeniería en sonido envolvente: Keith O. Johnson - Producción en sonido envolvente: Marina A. Ledin y Victor Ledin - Interpretación: Jan Kraybill - The Savior - Ingeniería en sonido envolvente: Bob Clearmountain - Ingeniería en masterización de sonido envolvente: Bob Ludwig - Producción en sonido envolvente: Michael Marquart y Dave Way - Interpretación: A Bad Think |

### Teatro musical
| Álbum de teatro musical Premio a productores, letristas y principales vocalistas - Hadestown - Ain't Too Proud: The Life And Times of the Temptations - Moulin Rouge! The Musical - The Music of Harry Potter and the Cursed Child - In Four Contemporary Suites - Oklahoma! |

### Tradicional estadounidense
| Interpretación de música de raíces americanas - Saint Honesty - Sara Bareilles - «Father Mountain» - Calexico y Iron & Wine - «I'm On My Way» - Rhiannon Giddens con Francesco Turrisi - «Call My Name» - I'm With Her - «Faraway Look» - Yola                      | Canción de música de raíces americanas - «Call My Name» - I'm With Her - «Black Myself» - Our Native Daughters - «Crossing to Jersualem» - Rosanne Cash - «Faraway Look» - Yola - «I Don't Wanna Ride The Rails No More» - Vince Gill                                                                                       |
| Álbum americana - Oklahoma - Keb' Mo' - Years to Burn - Calexico y Iron & Wine - Who Are You Now - Madison Cunningham - Tales of America - J.S. Ondara - Walk Through Fire - Yola                                                                                   | Álbum de bluegrass - Tall Fiddler - Michael Cleveland - Live In Prague, Czech Republic - Doyle Lawson & Quicksilver - Toil, Tears & Trouble - The Po' Ramblin' Boys - Royal Traveller - Missy Raines - If You Can't Stand the Heat - Frank Solivan & Dirty Kitchen                                                          |
| Álbum de blues tradicional - Tall, Dark & Handsome - Delbert McClinton & Self-Made Men + Dana - Kingfish - Christone "Kingfish" Ingram - Sitting on Top of the Blues - Bobby Rush - Baby, Please Come Home - Jimmie Vaughan - Spectacular Class - Jontavious Willis | Álbum de blues contemporáneo - This Land - Gary Clark Jr. - Venom & Faith - Larkin Poe - Brighter Days - Robert Randolph & The Family Band - Somebody Save Me - Sugaray Rayford - Keep On - Southern Avenue |
| Álbum de folk - Patty Griffin - Patty Griffin - My Finest Work Yet - Andrew Bird - Rearrange My Heart - Che Apalache - Evening Machines - Gregory Alan Isakov - Front Porch - Joy Williams                                                                          | Álbum de música de raíces regionales - Good Time - Ranky Tanky - Kalawai'Anui - Amy Hānaiali’i - When It's Cold - Cree Round Dance Songs - Northern Cree - Recorded Live At the 2019 New Orleans Jazz & Heritage Festival - Rebirth Brass Band - Hawaiian Lullaby - Varios artistas (Imua Garza & Kimié Miner, productores) |

### Universal
| Álbum de música mundial - Celia - Angelique Kidjo - Gece - Altın Gün - What Heat - Bokanté & Metropole Orkest conducida por Jules Buckley - African Giant - Burna Boy - Fanm D'ayiti - Nathalie Joachim y Spektral Quartet |

### Video musical
Premios al artista, productor y director del video
| Video musical - «Old Town Road» - Lil Nas X - «We've Got to Try» - The Chemical Brothers - «This Land» - Gary Clark Jr. - «Cellophane» - FKA twigs - «Glad He's Gone» - Tove Lo | Película musical - «Homecoming» - Beyoncé - «Remember My Name» - David Crosby - «Birth of the Cool» - Miles Davis - «Shangri-La» - Varios artistas - «Anima» - Thom Yorke |

## Categorías especiales
| - Chicago - Roberta Flack - Isaac Hayes - Iggy Pop | - Public Enemy - John Prine - Sister Rosetta Tharpe |

| - «Afro-Cuban Jazz Suite» - Machito - The King Cole Trio - James P. Johnson - Joni Mitchell - Skip James - Allman Brothers Band - Peter Frampton | [[]] [[]] [[]] [[]] [[]] [[]] | [[]] [[]] [[]] [[]] [[]] [[]] | [[]] [[]] [[]] [[]] [[]] [[]] |